# دوري جزر ماريانا الشمالية 2007
دوري جزر ماريانا الشمالية 2007 هو موسم من دوري جزر ماريانا الشمالية. فاز فيه Inter Godfather's ‏.